# Vaejovis tapalpa
Espèce
Vaejovis tapalpa est une espèce de scorpions de la famille des Vaejovidae.

## Distribution
Cette espèce est endémique du Jalisco au Mexique. Elle se rencontre vers Tapalpa.

## Description
Le mâle holotype mesure 20,4 mm et les femelles de 22 à 23,5 mm.

## Étymologie
Son nom d'espèce lui a été donné en référence au lieu de sa découverte, Tapalpa.

## Publication originale
- Contreras-Félix & Francke, 2019 : « Taxonomic revision of the mexicanus group of the genus Vaejovis C. L. Koch, 1836 (Scorpiones: Vaejovidae). » Zootaxa, no 4596(1), p. 1–100.